# Angelo Ogbonna
Angelo Obinze Ogbonna (* 23. Mai 1988 in Cassino) ist ein italienischer Fußballspieler. Er spielt aktuell für den englischen Zweitligisten FC Watford und war italienischer Nationalspieler.

## Karriere

### Im Verein
Angelo Ogbonna ist der Sohn nigerianischer Einwanderer und kam mit 14 Jahren an die Jugendakademie des FC Turin. Mit 18 Jahren spielte er erstmals für die erste Mannschaft des Vereins in der Serie A. Um Erfahrung zu sammeln, wurde er in der Saison 2007/08 an den süditalienischen FC Crotone ausgeliehen, der zuvor in die dritte Liga abgestiegen war. Nach dem Jahr kehrte er nach Turin zurück und etablierte sich dort im Erstligateam. Im Dezember 2008 hatte er Glück, als er mit seinem Auto in einen Fluss fuhr und mit leichteren Verletzungen davonkam. In der Rückrunde rückte er immer öfter in die Startformation, jedoch endete die Saison 2009 mit dem Abstieg der Turiner.
Ogbonna blieb dem Verein treu, er spielte drei Jahre in der zweiten Liga und entwickelte sich in der Innenverteidigung zu einem der wertvollsten Spieler der Mannschaft. In der Saison 2011/12 war er unter Gian Piero Ventura Teil der überragenden Abwehr des Teams, die in 42 Spielen nur 28 Gegentore zuließ, wobei er selbst davon 39 Partien bestritt. Die Leistung wurde mit Platz zwei und der Rückkehr in die höchste Spielklasse belohnt. Im Juli 2013 wechselte Ogbonna für eine Ablösesumme von 13 Millionen Euro zum Stadtrivalen Juventus Turin, beim italienischen Rekordmeister unterschrieb er einen Vertrag bis 2018. In seiner ersten Saison bei Juve absolvierte er 25 Pflichtspiele und wurde italienischer Meister.
Im Juli 2015 wechselte er in die englische Premier League zu West Ham United. Bereits in seiner ersten Saison wurde er Stammspieler und stand in Liga und Pokal in 33 Spielen auf dem Platz. Auch in den folgenden Saisons zählte Ogbonna zu den wichtigsten Spielern des Vereins. Im Jahr 2017 fiel er wegen einer Knie-OP ab Mitte Januar sieben Monate aus. Sein größter Erfolg mit dem Verein wurde der Gewinn der Conference League 2022/23, im Finale wurde er in der Nachspielzeit eingewechselt. Bereits in der Vorsaison hatte er mit West Ham das Finale der Conference League erreicht, dieses verlor man jedoch gegen Eintracht Frankfurt.
Nach neun Jahren und 249 Pflichtspielen verließ Ogbonna West Ham Ende August 2024 und schloss sich dem Zweitligisten FC Watford an.

### In der Nationalmannschaft
Obwohl Angelo Ogbonna im Sommer 2009 mit dem FC Turin in die Serie B abgestiegen war, war er den Verantwortlichen im italienischen Verband aufgefallen und wurde kurz darauf in die U-21-Auswahl berufen. Erstmals trat er am 12. August 2009 in einem Freundschaftsspiel gegen die russische U-21 für die italienischen Junioren an. Danach wurde er regelmäßig in der Qualifikation für die Junioren-Europameisterschaft eingesetzt.
Obwohl er auch von Nigeria Angebote bekam, in der Nationalmannschaft zu spielen, lehnte Ogbonna ab und wurde belohnt, als er im Juni 2011 erstmals in das Aufgebot der italienischen A-Mannschaft berufen wurde. Zum ersten Einsatz kam es wenige Monate später, als er am 11. November von Trainer Cesare Prandelli beim Freundschaftsspiel in Polen in der Schlussviertelstunde eingewechselt wurde. Danach wurde er im Februar in einem Testspiel gegen die USA über die volle Spielzeit eingesetzt und wurde dann überraschend als einziger Zweitligaspieler Ende Mai 2012 in das Europameisterschaftsaufgebot Italiens aufgenommen.
Bei der Fußball-Europameisterschaft 2016 in Frankreich wurde er in das italienische Aufgebot aufgenommen. Seinen einzigen Einsatz bekam er im dritten Vorrundenspiel gegen Irland, als er über 90 Minuten spielen durfte. Bereits in den zwei Spielen zuvor hatte sich das Team den Gruppensieg gesichert. Das Spiel ging 0:1 verloren.
In der Folge kam Ogbonna noch in der WM-Qualifikation gegen Israel Anfang September 2016 zum Einsatz und war auch im Oktober im Aufgebot der Azzurri. Für den Rest der WM-Qualifikation wurde er nicht mehr berücksichtigt. Im März 2018 war er unter Interimstrainer Luigi Di Biagio nochmals im Aufgebot der Italiener, blieb allerdings ohne Einsatz. Eine letzte Nominierung erfolgte im November 2020. Ogbonna hat insgesamt 13 Partien für die Squadra Azzurra absolviert.

## Erfolge

### Mit seinen Vereinen
- Aufstieg in die Serie A: 2011/12
- Italienischer Supercupsieger: 2013
- Italienischer Meister: 2013/14, 2014/15
- Italienischer Pokalsieger: 2014/15
- Europa-Conference-League-Sieger: 2023

### Mit der Nationalmannschaft
- Vize-Europameister: 2012